# Широкая (приток Ягылъяха)
Широкая (Кому-Игол) — река в Томской области России. Устье реки находится в 147 км по левому берегу реки Ягылъях. Длина реки составляет 56 км. Приток — Малая Широкая (Ай-Кому-Игол).

## Данные водного реестра
По данным государственного водного реестра России относится к Верхнеобскому бассейновому округу, водохозяйственный участок реки — Васюган, речной подбассейн реки — Васюган. Речной бассейн реки — (Верхняя) Обь до впадения Иртыша.